# Hayat TV (Bosnien und Herzegowina)
Hayat TV ist ein privater bosnischer Fernsehsender mit Sitz in Sarajevo. Das Wort Hayat (von arabisch حياة, DMG ḥayāh) bedeutet im Arabischen Leben.

## Charakteristik
Hayat TV ist ein privater Fernsehsender, der zum ersten Mal am 24. Februar 1992 auf Sendung ging. Heute besteht Hayat TV aus sechs Kanälen, nämlich: Hayat HD, Hayat TV, Hayat PLUS, Hayat MUSIC, Hayat FOLK. Das Kinderprogramm Hayatovci ist das einzige Kinderprogramm in bosnischer Sprache.